# Šáchovec
Šáchovec este o arie protejată (arie specială de conservare — SAC, sit de importanță comunitară — SCI) din Republica Cehă întinsă pe o suprafață de 2,38 ha, integral pe uscat.

## Localizare
Centrul sitului Šáchovec este situat la coordonatele 49°57′06″N 14°49′44″E / 49.951667°N 14.828889°E.

## Înființare
Situl Šáchovec a fost declarat sit de importanță comunitară în noiembrie 2009 pentru a proteja 1 specie de animale. Situl a fost protejat și ca arie specială de conservare în noiembrie 2016.

## Biodiversitate
Situată în ecoregiunea continentală, aria protejată nu include niciun habitat protejat.
La baza desemnării sitului se află o specie protejată de  amfibieni: buhai de baltă cu burta roșie (Bombina bombina).